# Сомерсет Парк
Сомерсет Парк — футбольный стадион в городе Эр, «Шотландия. Домашняя арена футбольного клуба Эйр Юнайтед» с 1910 года. До этого здесь выступал футбольный клуб «Эйр», который в 1910 году объединился с клубом «Эйр Паркхаус» в одну команду «Эйр Юнайтед».

## История
Футбольный клуб «Эйр» ввёл Сомерсет Парк в эксплуатацию в 1888 году взамен стадиона Бересфорд Парк. «Эйр» присоединился к Футбольной лиге Шотландии в 1897 году, но не смог пробиться в первый дивизион. Другой футбольный клуб из этого города «Эйр Паркхаус», игравший на Бересфорд Парк, впоследствии также присоединился к Футбольной лиге Шотландии, но также застрял во втором дивизионе. В 1910 два клуба приняли решение объединиться и сформировали новый клуб «Эйр Юнайтед», а Сомерсет Парк выбрали основным домашним стадионом.
В 1920 году «Эйр Юнайтед» выкупил Сомерсет Парк за 2500 фунтов. Спустя 4 года клуб построил новую главную трибуну, ради чего даже пришлось изменить направление поля. В 1933 году была возведена крыша. Прожекторы были установлены в 1970-м, а в 1989-м к главной трибуне было добавлено новое крыло, позволившее увеличить количество сидений до 1450, а общую вместимость стадиона до 12 128 мест.
В ноябре 2006-го «Эйр Юнайтед» опубликовал планы продать Сомерсет Парк и вложиться в строительство нового стадиона. По плану новая арена должна состоять из одной трибуны вместимостью 3 650 мест с возможностью добавления ещё одной вместимостью 3 000 мест и террасы, рассчитанной на 1000 стоячих зрителей. Потенциальная суммарная вместимость планируемого стадиона должна составить 7 650 зрителей.

## Транспорт
Железнодорожная станция Эр находится примерно в 20 минутах ходьбы от Сомерсет Парка. Дорога A77 является основным маршрутом к Эр. Чтобы добраться до Сомерсет Парка, нужно поехать в город по дороге A719 (Whitletts Road).

## Стенды и террасы

### Главный стенд
Главный стенд построен в 1920 году и спроектирован архитектором из Глазго Арчибальдом Лейтчем, известным своими работами по проектированию Хэмпден Парка, Стэмфорд Бридж. В 1989 году к главной трибуне была добавлена пристройка, в которой были размещены дополнительные 600 сидячих мест, а также секция для инвалидов.

### Северная Терраса
Северная терраса — это открытая терраса, предназначенная как для местных, так и для выездных болельщиков, с разделительным забором, установленным в 1980 году.